# Podgana
Podgane (znanstveno ime Rattus) spadajo med sesalce (natančneje med glodavce). Od miši se razlikujejo po velikosti, saj so velike vsaj 12 centimetrov, in imajo daljši rep.

## TaksonomijaRattus
Rod Rattus pripada veliki poddružini Murinae. Obstaja še nakaj drugih rodov, ki jih včasih vključujejo v rod Rattus: Lenothrix, Anonymomys, Sundamys, Kadarsanomys, Diplothrix, Margaretamys, Lenomys, Komodomys, Palawanomys, Bunomys, Nesoromys, Stenomys, Taeromys, Paruromys, Abditomys, Tryphomys, Limnomys, Tarsomys, Bullimus, Apomys, Millardia, Srilankamys, Niviventer, Maxomys, Leopoldamys, Berylmys, Mastomys, Myomys, Praomys, Hylomyscus, Heimyscus, Stochomys, Dephomys, and Aethomys.
Rod Rattus vsebuje 56 vrst. Predlagana je razdelitev v podrodove, ampak ne vsebuje vseh vrst:
- skupina norvegicus
- skupina rattus
- skupina Avstralske podgane
- skupina podgane Nove Gvineje
- skupina xanthurus

### Vrste podgan
- Rod Rattus

| - - Rattus adustus - Rattus annandalei - Rattus argentiventer - Rattus baluensis - Rattus bontanus - Rattus burrus - Rattus colletti - Rattus elaphinus - Rattus enganus - Rattus everetti | - - Rattus exulans - Rattus feliceus - Rattus foramineus - Rattus fuscipes - Rattus giluwensis - Rattus hainaldi - Rattus hoogerwerfi - Rattus jobiensis - Rattus koopmani - Rattus korinchi | - - Rattus leucopus - Rattus losea - Rattus lugens - Rattus lutreolus - Rattus macleari - Rattus marmosurus - Rattus mindorensis - Rattus mollicomulus - Rattus montanus - Rattus mordax | - - Rattus morotaiensis - Rattus nativitatis - Rattus nitidus - Rattus norvegicus (siva podgana) - Rattus novaeguineae - Rattus osgoodi - Rattus palmarum - Rattus pelurus - Rattus praetor - Rattus ranjiniae | - - Rattus rattus (črna podgana) - Rattus sikkimensis - Rattus simalurensis - Rattus sordidus - Rattus steini - Rattus stoicus - Rattus tanezumi - Rattus tawitawiensis - Rattus timorensis - Rattus tiomanicus | - - Rattus tunneyi - Rattus turkestanicus - Rattus villosissimus - Rattus xanthurus |